# Andinobates tolimensis
La ranita venenosa tolimense (Andinobates tolimensis) es una especie de anfibio de la familia Dendrobatidae, endémico de las cercanías de Falan, al norte del departamento del Tolima, Colombia. Anteriormente estaba incluida en el género Ranitomeya, pero fue reclasificada en Andinobates, junto con otras 11 especies.
Su piel es de color dorado o cobrizo con manchas amarillas en la parte superior de las patas delanteras y a veces desde la unión de estas hasta el labio inferior; una mancha negra o parda va sobre la amarilla.
Fue descubierta en 2006 por el biólogo Oscar Gallego e identificada como especie diferente por el herpetólogo Juan Manuel Rengifo. La descripción fue hecha por un equipo encabezado por expertos de la Universidad del Tolima y fue publicada en 2007.